# Strangalia gracilis
Strangalia gracilis là một loài bọ cánh cứng trong họ Cerambycidae.